# ExpressCard

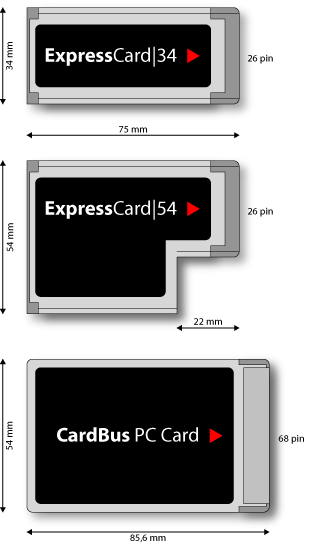
ExpressCard i jämförelse med föregångaren PC Card

ExpressCard är en tänkt ersättare av den idag något föråldrade standarden PC Card (PCMCIA). ExpressCard-korten kan kommunicera med datorn via USB 2.0 eller PCI Express. Korten är 75 mm långa och 34 eller 54 mm breda, och till skillnad mot PC Card bara 5 mm tjocka. Kortet är tänkt att användas exempelvis för att surfa mobilt.